# Cassius (gruppo musicale)
I Cassius sono stati un duo di musica elettronica francese originario di Parigi, composto da Philippe Cerboneschi e Hubert Blanc-Francard, meglio conosciuti come Philippe Zdar e Boombass.

## Carriera
Iniziano a lavorare insieme nel 1988, producendo gli album per l'artista hip hop francofono di origine senegalese MC Solaar. Nel 1991 creano il loro primo progetto, La Funk Mob, e l'anno successivo iniziano a sperimentare uno stile più elettronico, che li porta a collaborare con Étienne de Crécy nel progetto Motorbass.
Successivamente, col nome Cassius, pubblicano Foxxy, il loro primo singolo house nel 1996, e il moderato successo li porterà a remixare per artisti come gli AIR ed i Daft Punk.
Nel gennaio del 1999 esce il loro secondo singolo, Cassius 1999, pubblicato dalla Virgin Records, che raggiunge la settima posizione nella Top 40 della chart inglese. Successivamente pubblicano il loro album di debutto, 1999, dal quale vengono estratti altri due singoli, Feeling for You e La Mouche, accompagnati da video musicali caratterizzati dalla presenza del personaggio Deadman dai fumetti della DC Comics creando un supereroe DJ.
Nel 2002 esce il secondo album Au Rêve contenente il brano I'm a Woman con la voce della cantante afroamericana Jocelyn Brown, e il singolo The Sound of Violence con la voce di Steve Edwards.
Nel 2006 pubblicano il loro quinto album, 15 Again che presentava più collaborazioni vocali rispetto all'album precedente. L'album è preceduto dal singolo Toop Toop, che comparirà nella colonna sonora del film Il divo, di Paolo Sorrentino.
Nel 2011 ottengono un grande successo grazie alla hit I Love You So.
Il 19 giugno 2019, due giorni prima della pubblicazione del nuovo album dei Cassius, Dreems, Philippe Zdar muore all'età di 52 anni, dopo essere precipitato da un palazzo di diciannove piani.

## Formazione
Boombass
Hubert Blanc-Francard (pronuncia francese: ybɛʁ blɑ̃ fʁɑ̃kaʁ), noto come Boombass, musicista produttore discografico francese. Figlio di Dominique Blanc-Francard, ingegnere del suono, è il fratello maggiore di Mathieu Blanc-Francard (1970), meglio noto come Sinclair.
Philippe Zdar
Philippe Cerboneschi (pronuncia francese: filip sɛʁbɔnɛski), noto come Philippe Zdar o semplicemente Zdar (Aix-les-Bains, 28 gennaio 1967 – Parigi, 19 giugno 2019), musicista, produttore discografico e ingegnere del suono francese. Assistente di Dominique Blanc-Francard agli studi +XXX (Plus30), conobbe Hubert Blanc-Francard nel 1988. Possedeva gli studi di registrazione Motorbass (nome del gruppo che aveva fondato con Étienne de Crécy). Ha registrato album con vari artisti, tra cui -M-, Phoenix e Chromeo, Franz Ferdinand, Beastie Boys, Lou Doillon e Sébastien Tellier. Ha avuto una relazione con l'attrice francese Aure Atika, da cui ha avuto una figlia, Angelica, e poi una relazione con Dyane de Serigny, con cui ha avuto due altri figli, Pénélope e James.

## Discografia

### Cassius
Album in studio
- 1999 - 1999
- 2002 - Au Rêve
- 2006 - 15 Again
- 2011 - I Love Techno 2011
- 2016 - Ibifornia
- 2019 - Dreems

Singoli
- 1996 - Foxxy

### La Funk Mob
Album in studio
- 1995 - The Mighty Bop Meets DJ Cam et La Funk Mob (con Bob Sinclar)
- 2004 - The Bad Seeds 1993-1997

Singoli
- 1993 - Nouveau Western (feat. Jimmy Jay) - (MC Solaar)
- 1994 - Tribulations Extra Sensorielles
- 1994 - Casse les Frontières, Fou les Têtes en l'Air
- 1994 - Obsolète (feat. Jimmy Jay) - (MC Solaar)
- 1994 - Tranquille - Sinclair
- 1995 - Je Marche En Solitaire - Melaaz
- 1995 - La Concubine De L'Hémoglobine (feat. Jimmy Jay) - (MC Solaar)
- 1996 - Casse les Frontières, Fou les Têtes en l'Air (re-release)
- 1997 - Paradisiaque - (MC Solaar)
- 2004 - Bright Like Neon Love
- 2004 - 357 Magnum Force